# Kaszaper
Kaszaper é um município da Hungria, situado no condado de Békés. Tem 33,57 km² de área e sua população em 2015 foi estimada em 1.933 habitantes.